# محمد اقبال (تیرانداز)
محمد اقبال (انگلیسی: Muhammad Iqbal؛ زادهٔ ۱۰ مهٔ ۱۹۲۹) تیرانداز اهل پاکستان است. وی در بازی‌های المپیک تابستانی ۱۹۶۰ شرکت کرده‌است.